# Zanobi Acciaiuoli
Zanobi Acciaiuoli est un moine dominicain, écrivain, traducteur et bibliothécaire italien né le 25 mai 1461 à Florence et décédé le 27 juillet 1519 à Rome. Il est responsable de la Bibliothèque apostolique vaticane sous le pape Léon X. Il est membre de la famille importante florentine des Acciaiuoli.

## Biographie
Après être devenu moine dominicain en 1495, il apprend le grec et l'hébreu à un âge avancé, devenant par son érudition, bibliothécaire papal en 1518.
Il travaille beaucoup comme traducteur, en particulier du grec ancien au latin, traduisant des auteurs tels qu'Eusèbe de Césarée, Olympiodore de Thèbes et Théodoret de Cyr. En plus des traductions, il écrit un éloge panégyrique de la ville de Naples, le texte théologique Liber de vindicta Dei contra peccatores et quelques poème.
Il décède à l'âge de 58 ans à Rome. Sa copie personnelle du texte d'Eusèbe, riche en notes et marquée sur la page de titre comme « F. Zenobii Acciolj », est conservée dans la Bibliothèque du Vatican.

## Œuvres

### Auteur
- Liber de vindicta Dei contra peccatores

### Traducteur
- 1504 : In Hieroclem d'Eusèbe de Césarée, dédié à Laurent de Médicis.
- 1512 : In Ecclesiasten d'Olympiodore de Thèbes, imprimé par Henri Estienne.
- 1519 : De curatione Graecarum affectionum libri duodecim de Théodoret de Cyr, imprimé à Paris par Henri Estienne.
- De providentia Dei libri X de Théodoret de Cyr.